# Jasper Beach
Jasper Beach ist ein Sandstrand im Süden des australischen Bundesstaats Western Australia. Er liegt bei dem Ort Lake Jasper.
Der Strand ist vier Kilometer lang und bis zu 80 Meter breit. Er öffnet sich in Richtung Südwesten. Der Strand ist mit Vierradantrieb oder zu Fuß erreichbar.
Jasper Beach wird nicht von Rettungsschwimmern bewacht.